# I Set My Friends on Fire
I Set My Friends on Fire (oft als ISMFOF abgekürzt) ist ein amerikanisches Post-Hardcore-Trio, welches 2007 gegründet wurde. Der Bandname ist von einem Lied von Aiden abgeleitet. I Set My Friends on Fire verbinden Post-Hardcore mit Electro und Rockelementen. Beheimatet ist das Projekt in Miami, USA.

## Bandgeschichte
I Set My Friends on Fire wurde 2007 von Matt Mehana und Nabil Moo in Miami, Florida gegründet. Ihre karriere begann mit einer Coverversion auf MySpace. Das erste Stück der Band war ein Cover von Soulja Boys Hit Crank Dat. Das Lied wurde mehr als eine Million Mal abgespielt und über verschiedene Tribut-Videos ging das Lied auch viral. Ihre MySpace-Seite wurde zwar immer wieder gesperrt, doch das Lied machte die Band bekannt und auch ihre neuen Lieder gefielen den zwischenzeitlich mehr als 97.000 „Freunden“ bei MySpace. 2008 erschien außerdem noch eine selbstbetitelte EP im Eigenvertrieb.
Kurz darauf erhielt die Band einen Plattenvertrag beim bekannten Independent-Label Epitaph Records. Bereits ihre zweite Show war ein Auftritt auf dem Bamboozle Festival zusammen mit Punkgrößen wie Jimmy Eat World und Paramore. 2008 erschien ihr Debütalbum You Can’t Spell Slaughter Without Laughter. das Album wurde von Travis Richter (Gitarrist und Sänger von From First to Last/Human Abstract) produziert. Es folgten Tourneen im Vorprogramm von Silverstein, Chiodos und A Skylit Drive.
Zwischen 2008 und 2009 arbeitete das Duo mit dem Comedy-Duo Smosh zusammen. Gemeinsam veröffentlichten die vier das Musikvideo Sex Ed Rocks, das mehr als 20 Millionen Views erhielt. Die Zusammenarbeit wurde mit Four Years Foreplay fortgesetzt. Etwa um diese Zeit stieß Schlagzeuger und Keyboarder Chris Lent von From First to Last zur Band. Im Sommer des Jahres 2010, im Verlaufe der Scream-It-Like-You-Mean-It-Tour, wurde bekannt gegeben, dass Nabil Moo die Band verlassen hatte, um die Schule zu beenden. Blake Steiner hat ihn während Touren und Aufnahme-Sessions vertreten, bis mit Ashton Howarth ein Ersatz gefunden wurde. 2011 entstand das Album Astral Rejection.
Derzeit steht die Band nicht mehr bei Epitaph unter Vertrag.

## Musikstil
I Set My Friends on Fire verbinden Punk und Hardcore Punk mit Elementen der elektronischen Musik. Dabei verwenden sie unter anderem Breakdowns, Auto-Tune, elektronische Zwischenspiele, Dance-, Techno- und Mitsingpassagen. Die Musik kann neben dem Post-Hardcore auch dem Electrogrind zugerechnet werden.

## Diskografie

### Alben
- 2008: You Can’t Spell Slaughter Without Laughter (Epitaph Records)
- 2011: Astral Rejection (Epitaph Records)

### Singles
- 2008: Sex Ed Rocks
- 2009: Things That Rhyme with Orange
- 2009: Four Years Foreplay
- 2010: Excite Dyke (Demo Version)

### Sonstige Veröffentlichungen
- 2008: I Set My Friends on Fire (EP, Eigenproduktion)